# Оскар (кинопремия, 1957)
29-я церемония вручения наград премии «Оскар» за заслуги в области кинематографа за 1956 год состоялась 27 марта 1957 года в RKO Pantages Theatre (Голливуд, Лос-Анджелес, Калифорния).

## Фильмы, получившие несколько номинаций
| Фильм                           | Номинации | Победы |
| ------------------------------- | --------- | ------ |
| • Гигант                        | 10        | 1      |
| • Король и я                    | 9         | 5      |
| • Вокруг света за 80 дней       | 8         | 5      |
| • Десять заповедей              | 7         | 1      |
| • Дружеское увещевание          | 6         | -      |
| • Жажда жизни                   | 4         | 1      |
| • Куколка                       | 4         | -      |
| • Дурная кровь                  | 4         | -      |
| • История Эдди Дучина           | 4         | -      |
| • Кто-то там наверху любит меня | 3         | 2      |
| • Слова, написанные на ветру    | 3         | 1      |
| • Отважный                      | 3         | 1      |
| • Война и мир                   | 3         | -      |
| • Анастасия                     | 2         | 1      |
| • Дорога                        | 2         | 1      |
| • «Кадиллак» из чистого золота  | 2         | 1      |
| • Продавец дождя                | 2         | -      |
| • Дерзкий и смелый              | 2         | -      |
| • Джулия                        | 2         | -      |
| • Высшее общество               | 2         | -      |
| • Гордый и светский             | 2         | -      |
| • Семь самураев                 | 2         | -      |
| • Мятежный подросток            | 2         | -      |
| • The Dark Wave (док.)          | 2         | -      |

## Список лауреатов и номинантов
★ Победители выделены отдельным цветом. 

### Основные категории
| Категории                                                                    | Лауреаты и номинанты                                                                                        | Лауреаты и номинанты                                                                                        |
| ---------------------------------------------------------------------------- | --- | --- |
| Лучший фильм                                                                 | ★ «Вокруг света за 80 дней» / Around the World in Eighty Days (продюсер: Майкл Тодд)                        | ★ «Вокруг света за 80 дней» / Around the World in Eighty Days (продюсер: Майкл Тодд)                        |
| Лучший фильм                                                                 | • Дружеское увещевание / Friendly Persuasion (продюсер: Уильям Уайлер)                                      | |
| Лучший фильм                                                                 | • Гигант / Giant (продюсеры: Джордж Стивенс и Генри Гинсберг)                                               | |
| Лучший фильм                                                                 | • Король и я / The King and I (продюсер: Чарльз Брэкетт)                                                    | |
| Лучший фильм                                                                 | • Десять заповедей / The Ten Commandments (продюсер: Сесиль Б. де Милль)                                    | |
| Лучшая режиссура                                                             | ★ Джордж Стивенс за фильм «Гигант»                                                                          | ★ Джордж Стивенс за фильм «Гигант»                                                                          |
| Лучшая режиссура                                                             | • Майкл Андерсон — «Вокруг света за 80 дней»                                                                | |
| Лучшая режиссура                                                             | • Уильям Уайлер — «Дружеское увещевание»                                                                    | |
| Лучшая режиссура                                                             | • Уолтер Лэнг — «Король и я»                                                                                | |
| Лучшая режиссура                                                             | • Кинг Видор — «Война и мир»                                                                                | |
| Лучшая мужская роль                                                          | Юл Бриннер                                                                                                  | ★ Юл Бриннер — «Король и я» (за роль короля Сиама Монгкута)                                                 |
| Лучшая мужская роль                                                          | Юл Бриннер                                                                                                  | • Джеймс Дин (посмертно) — «Гигант» (за роль Джетта Ринка)                                                  |
| Лучшая мужская роль                                                          | Юл Бриннер                                                                                                  | • Кирк Дуглас — «Жажда жизни» (за роль Винсента ван Гога)                                                   |
| Лучшая мужская роль                                                          | Юл Бриннер                                                                                                  | • Рок Хадсон — «Гигант» (за роль Джордана «Бика» Бенедикта мл.)                                             |
| Лучшая мужская роль                                                          | Юл Бриннер                                                                                                  | • Лоренс Оливье — «Ричард III» (за роль Ричарда III)                                                        |
| Лучшая женская роль                                                          | Ингрид Бергман                                                                                              | ★ Ингрид Бергман — «Анастасия» (за роль Анны Коревой / Анастасии)                                           |
| Лучшая женская роль                                                          | Ингрид Бергман                                                                                              | • Кэрролл Бейкер — «Куколка» (за роль «Куколки» Мейган)                                                     |
| Лучшая женская роль                                                          | Ингрид Бергман                                                                                              | • Кэтрин Хепбёрн — «Продавец дождя» (за роль Лиззи Карри)                                                   |
| Лучшая женская роль                                                          | Ингрид Бергман                                                                                              | • Нэнси Келли — «Дурная кровь» (за роль Кристин Пенмарк)                                                    |
| Лучшая женская роль                                                          | Ингрид Бергман                                                                                              | • Дебора Керр — «Король и я» (за роль Анны Леонуэнс)                                                        |
| Лучшая мужская роль второго плана                                            | | ★ Энтони Куинн — «Жажда жизни» (за роль Поля Гогена)                                                        |
| Лучшая мужская роль второго плана                                            | • Дон Мюррей — «Автобусная остановка» (за роль Борегарда «Бо» Декера)                                       | |
| Лучшая мужская роль второго плана                                            | • Энтони Перкинс — «Дружеское увещевание» (за роль Джоша Бёрдуэлла)                                         | |
| Лучшая мужская роль второго плана                                            | • Микки Руни — «Дерзкий и смелый» (за роль Дули)                                                            | |
| Лучшая мужская роль второго плана                                            | • Роберт Стэк — «Слова, написанные на ветру» (за роль Кайла Хэдли)                                          | |
| Лучшая женская роль второго плана                                            | Дороти Мэлоун                                                                                               | ★ Дороти Мэлоун — «Слова, написанные на ветру» (за роль Мэрили Хэдли)                                       |
| Лучшая женская роль второго плана                                            | Дороти Мэлоун                                                                                               | • Милдред Даннок — «Куколка» (за роль тётушки Роуз Комфорт)                                                 |
| Лучшая женская роль второго плана                                            | Дороти Мэлоун                                                                                               | • Айлин Хекарт — «Дурная кровь» (за роль Гортензии Дэйгл)                                                   |
| Лучшая женская роль второго плана                                            | Дороти Мэлоун                                                                                               | • Мерседес Маккэмбридж — «Гигант» (за роль Луз Бенедикт)                                                    |
| Лучшая женская роль второго плана                                            | Дороти Мэлоун                                                                                               | • Патти Маккормак — «Дурная кровь» (за роль Роды Пенмарк)                                                   |
| Лучший оригинальный сценарий                                                 | ★ Альбер Ламорис — «Красный шар»                                                                            | ★ Альбер Ламорис — «Красный шар»                                                                            |
| Лучший оригинальный сценарий                                                 | • Роберт Левин — «Дерзкий и смелый»                                                                         | |
| Лучший оригинальный сценарий                                                 | • Эндрю Л. Стоун — «Джулия»                                                                                 | |
| Лучший оригинальный сценарий                                                 | • Федерико Феллини и Туллио Пинелли — «Дорога»                                                              | |
| Лучший оригинальный сценарий                                                 | • Уильям Роуз — «Замочить старушку»                                                                         | |
| Лучший адаптированный сценарий                                               | ★ Джеймс По, Джон Фэрроу и C. Дж. Перельман — «Вокруг света за 80 дней» (по одноимённому роману Жюля Верна) | ★ Джеймс По, Джон Фэрроу и C. Дж. Перельман — «Вокруг света за 80 дней» (по одноимённому роману Жюля Верна) |
| Лучший адаптированный сценарий                                               | • Теннесси Уильямс — «Куколка» (по пьесам автора «Двадцать семь вагонов с хлопком» и «Несъедобный ужин»)    | |
| Лучший адаптированный сценарий                                               | • Майкл Уилсон — «Дружеское увещевание» (по роману Джессамин Уэст «Friendly Persuasion»)                    | |
| Лучший адаптированный сценарий                                               | • Фред Гиол и Иван Моффат — «Гигант» (по одноимённому роману Эдны Фербер)                                   | |
| Лучший адаптированный сценарий                                               | • Норман Корвин — «Жажда жизни» (по одноимённому роману Ирвинга Стоуна)                                     | |
| Лучший литературный первоисточник (англ. Best Writing, Motion Picture Story) | | ★ Далтон Трамбо — «Отважный»                                                                                |
| Лучший литературный первоисточник (англ. Best Writing, Motion Picture Story) | • Лео Кэтчер — «История Эдди Дучина»                                                                        | |
| Лучший литературный первоисточник (англ. Best Writing, Motion Picture Story) | • Жан-Поль Сартр — «Гордецы»                                                                                | |
| Лучший литературный первоисточник (англ. Best Writing, Motion Picture Story) | • Чезаре Дзаваттини — «Умберто Д.»                                                                          | |
| Лучший литературный первоисточник (англ. Best Writing, Motion Picture Story) | • Эдвард Берндс и Элвуд Уллман — «Высшее общество»(неофициальная номинация)                                 | |
| Лучший фильм на иностранном языке                                            | ★ «Дорога» / La strada (Италия), продюсеры: Дино Де Лаурентис и Карло Понти                                 | ★ «Дорога» / La strada (Италия), продюсеры: Дино Де Лаурентис и Карло Понти                                 |
| Лучший фильм на иностранном языке                                            | • Капитан из Кёпеника / Der Hauptmann von Köpenick (ФРГ), продюсеры: Гьюла Требич и Вальтер Коппель         | |
| Лучший фильм на иностранном языке                                            | • Жервеза / Gervaise (Франция), продюсер: Анни Дорфманн                                                     | |
| Лучший фильм на иностранном языке                                            | • Бирманская арфа / ビルマの竪琴 (Япония), продюсер: Масаюки Такаки                                         | |
| Лучший фильм на иностранном языке                                            | • Кивиток / Qivitoq (Дания), продюсер: О. Дальсгаард Олсен                                                  | |

### Другие категории
| Категории                                                        | Лауреаты и номинанты |
| ---------------------------------------------------------------- | --- |
| Лучшая музыка: Саундтрек к драматическому или комедийному фильму | ★ Виктор Янг (посмертно) — «Вокруг света за 80 дней»                                                                               |
| Лучшая музыка: Саундтрек к драматическому или комедийному фильму | • Альфред Ньюман — «Анастасия» |
| Лучшая музыка: Саундтрек к драматическому или комедийному фильму | • Хьюго Фридхофер — «Между раем и адом»                                                                                            |
| Лучшая музыка: Саундтрек к драматическому или комедийному фильму | • Дмитрий Тёмкин — «Гигант» |
| Лучшая музыка: Саундтрек к драматическому или комедийному фильму | • Алекс Норт — «Продавец дождя» |
| Лучшая музыка: Саундтрек к музыкальному фильму                   | ★ Альфред Ньюман и Кен Дэрби — «Король и я»                                                                                        |
| Лучшая музыка: Саундтрек к музыкальному фильму                   | • Лайонел Ньюман — «Всё лучшее в жизни — бесплатно»                                                                                |
| Лучшая музыка: Саундтрек к музыкальному фильму                   | • Моррис Столофф и Джордж Данинг — «История Эдди Дучина»                                                                           |
| Лучшая музыка: Саундтрек к музыкальному фильму                   | • Джонни Грин и Сол Чаплин — «Высшее общество»                                                                                     |
| Лучшая музыка: Саундтрек к музыкальному фильму                   | • Джордж Столл и Джонни Грин — «Встречай меня в Лас-Вегасе»                                                                        |
| Лучшая песня к фильму                                            | ★ Que Sera, Sera (Whatever Will Be, Will Be) — «Человек, который слишком много знал» — музыка и слова: Джей Ливингстон и Рэй Эванс |
| Лучшая песня к фильму                                            | • Friendly Persuasion (Thee I Love) — «Дружеское увещевание» — музыка: Дмитрий Тёмкин, слова: Пол Фрэнсис Уэбстер                  |
| Лучшая песня к фильму                                            | • Julie — «Джулия» — музыка: Лейт Стивенс, слова: Том Адэр                                                                         |
| Лучшая песня к фильму                                            | • True Love — «Высшее общество» — музыка и слова: Коул Портер                                                                      |
| Лучшая песня к фильму                                            | • Written on the Wind — «Слова, написанные на ветру» — музыка: Виктор Янг (посмертно), слова: Сэмми Кан                            |
| Лучший монтаж                                                    | ★ Джин Руджеро, Пол Везервакс — «Вокруг света за 80 дней»                                                                          |
| Лучший монтаж                                                    | • Мэррилл Дж. Уайт — «Отважный» |
| Лучший монтаж                                                    | • Уильям Хорнбек, Филип В. Андерсон, Fred Bohanan — «Гигант»                                                                       |
| Лучший монтаж                                                    | • Альберт Экст — «Кто-то там наверху любит меня»                                                                                   |
| Лучший монтаж                                                    | • Энн Боченс — «Десять заповедей»                                                                                                  |
| Лучшая операторская работа (Чёрно-белый фильм)                   | ★ Джозеф Руттенберг — «Кто-то там наверху любит меня»                                                                              |
| Лучшая операторская работа (Чёрно-белый фильм)                   | • Борис Кауфман — «Куколка» |
| Лучшая операторская работа (Чёрно-белый фильм)                   | • Гарольд Россон — «Дурная кровь»                                                                                                  |
| Лучшая операторская работа (Чёрно-белый фильм)                   | • Бёрнетт Гаффи — «Тем тяжелее падение»                                                                                            |
| Лучшая операторская работа (Чёрно-белый фильм)                   | • Уолтер Стрендж — «Дилижанс ярости»                                                                                               |
| Лучшая операторская работа (Цветной фильм)                       | ★ Лайонел Линдон — «Вокруг света за 80 дней»                                                                                       |
| Лучшая операторская работа (Цветной фильм)                       | • Гарри Стрэдлинг ст. — «История Эдди Дучина»                                                                                      |
| Лучшая операторская работа (Цветной фильм)                       | • Леон Шамрой — «Король и я» |
| Лучшая операторская работа (Цветной фильм)                       | • Лойал Григгс — «Десять заповедей»                                                                                                |
| Лучшая операторская работа (Цветной фильм)                       | • Джек Кардифф — «Война и мир» |
| Лучшая работа художника (Чёрно-белый фильм)                      | ★ Седрик Гиббонс, Малкольм Браун (постановщики), Эдвин Б. Уиллис, Ф. Кеог Глисон (декораторы) — «Кто-то там наверху любит меня»    |
| Лучшая работа художника (Чёрно-белый фильм)                      | • Хэл Перейра, А. Эрл Хедрик (постановщики), Сэмуэл М. Комер, Фрэнк Р. МакКелви (декораторы) — «Гордый и светский»                 |
| Лучшая работа художника (Чёрно-белый фильм)                      | • Такаси Мацуяма — «Семь самураев»                                                                                                 |
| Лучшая работа художника (Чёрно-белый фильм)                      | • Росс Белла (постановщик), Уильям Кирнан, Луи Диэдж (декораторы) — «„Кадиллак“ из чистого золота»                                 |
| Лучшая работа художника (Чёрно-белый фильм)                      | • Лайл Р. Вилер, Джек Мартин Смит (постановщики), Уолтер М. Скотт, Стюарт А. Рейсс (декораторы) — «Мятежный подросток»             |
| Лучшая работа художника (Цветной фильм)                          | ★ Лайл Р. Вилер, Джон ДеКуир (постановщики), Уолтер М. Скотт, Пол С. Фокс (декораторы) — «Король и я»                              |
| Лучшая работа художника (Цветной фильм)                          | • Джеймс В. Салливан, Кен Адам (постановщики), Росс Дауд (декоратор) — «Вокруг света за 80 дней»                                   |
| Лучшая работа художника (Цветной фильм)                          | • Борис Левен (постановщик), Ральф С. Херст (декоратор) — «Гигант»                                                                 |
| Лучшая работа художника (Цветной фильм)                          | • Седрик Гиббонс, Ганс Питерс, Э. Престон Амес (постановщики), Эдвин Б. Уиллис, Ф. Кеог Глисон (декораторы) — «Жажда жизни»        |
| Лучшая работа художника (Цветной фильм)                          | • Хэл Перейра, Уолтер Х. Тайлер, Альберт Нозаки (постановщики), Сэмуэл М. Комер, Рэй Мойер (декораторы) — «Десять заповедей»       |
| Лучший дизайн костюмов (Чёрно-белый фильм)                       | ★ Жан Луи — «„Кадиллак“ из чистого золота»                                                                                         |
| Лучший дизайн костюмов (Чёрно-белый фильм)                       | • Кохэй Изаки — «Семь самураев» |
| Лучший дизайн костюмов (Чёрно-белый фильм)                       | • Хелен Роуз — «Власть и награда»                                                                                                  |
| Лучший дизайн костюмов (Чёрно-белый фильм)                       | • Эдит Хэд — «Гордый и светский»                                                                                                   |
| Лучший дизайн костюмов (Чёрно-белый фильм)                       | • Чарльз Ле Мэр, Мэри Уиллс — «Мятежный подросток»                                                                                 |
| Лучший дизайн костюмов (Цветной фильм)                           | ★ Ирен Шарафф — «Король и я» |
| Лучший дизайн костюмов (Цветной фильм)                           | • Майлз Уайт — «Вокруг света за 80 дней»                                                                                           |
| Лучший дизайн костюмов (Цветной фильм)                           | • Мосс Мэбри, Марджори Бест — «Гигант»                                                                                             |
| Лучший дизайн костюмов (Цветной фильм)                           | • Эдит Хэд, Ральф Джестер, Джон Дженсен, Дороти Джикинс и Арнольд Фриберг — «Десять заповедей»                                     |
| Лучший дизайн костюмов (Цветной фильм)                           | • Мария Де Маттеи — «Война и мир»                                                                                                  |
| Лучший звук                                                      | ★ Карлтон У. Фолкнер (20th Century-Fox SSD) — «Король и я»                                                                         |
| Лучший звук                                                      | • Бадди Майерс (King Bros. Productions, Inc. SD) — «Отважный»                                                                      |
| Лучший звук                                                      | • Джон П. Ливадари (Columbia SSD) — «История Эдди Дучина»                                                                          |
| Лучший звук                                                      | • Гордон Р. Гленнан (Westrex Sound Services), Гордон Сойер (Samuel Goldwyn SSD) — «Дружеское увещевание»                           |
| Лучший звук                                                      | • Лорен Л. Райдер (Paramount SSD) — «Десять заповедей»                                                                             |
| Лучшие спецэффекты                                               | ★ Джон П. Фултон — «Десять заповедей»                                                                                              |
| Лучшие спецэффекты                                               | • А. Арнольд Гиллеспи, Ирвинг Дж. Риес, Уэсли Си Миллер — «Запретная планета»                                                      |
| Лучший документальный полнометражный фильм                       | ★ «В мире безмолвия» / Le Monde du silence (продюсер: Жак Ив Кусто)                                                                |
| Лучший документальный полнометражный фильм                       | • The Naked Eye (продюсер: Луис Клайд Стоумен)                                                                                     |
| Лучший документальный полнометражный фильм                       | • Где плавают горы / Hvor bjergene sejler (The Government Film Committee of Denmark)                                               |
| Лучший документальный короткометражный фильм                     | ★ «Подлинная история Гражданской войны» / The True Story of the Civil War (продюсер: Луис Клайд Стоумен)                           |
| Лучший документальный короткометражный фильм                     | • A City Decides (Charles Guggenheim & Associates, Inc.)                                                                           |
| Лучший документальный короткометражный фильм                     | • The Dark Wave (продюсер: Джон Хили)                                                                                              |
| Лучший документальный короткометражный фильм                     | • Дом без имени / The House Without a Name (продюсер: Валентайн Дейвис)                                                            |
| Лучший документальный короткометражный фильм                     | • Человек в космосе / Man in Space (продюсер: Уорд Кимбалл)                                                                        |
| Лучший короткометражный фильм, снятый на 1 бобину                | ★ «Разрушая водный барьер» / Crashing the Water Barrier (продюсер: Константин Калзер)                                              |
| Лучший короткометражный фильм, снятый на 1 бобину                | • Я никогда не забуду лицо / I Never Forget a Face (продюсер: Роберт Янгсон)                                                       |
| Лучший короткометражный фильм, снятый на 1 бобину                | • Time Stood Still (продюсер: Седрик Френсис)                                                                                      |
| Лучший короткометражный фильм, снятый на 2 бобины                | ★ «Пальто на заказ» / The Bespoke Overcoat (Romulus Films)                                                                         |
| Лучший короткометражный фильм, снятый на 2 бобины                | • Корова и собака / Cow Dog (продюсер: Ларри Лансбург)                                                                             |
| Лучший короткометражный фильм, снятый на 2 бобины                | • The Dark Wave (продюсер: Джон Хили)                                                                                              |
| Лучший короткометражный фильм, снятый на 2 бобины                | • Самоа / Samoa (продюсер: Уолт Дисней)                                                                                            |
| Лучший короткометражный фильм (мультипликация)                   | ★ «Развалина мистера Магу» / Magoo’s Puddle Jumper (продюсер: Стивен Босустоу)                                                     |
| Лучший короткометражный фильм (мультипликация)                   | • Джеральд Макбоинг! Боинг! на планете Му / Gerald McBoing-Boing on Planet Moo (продюсер: Стивен Босустоу)                         |
| Лучший короткометражный фильм (мультипликация)                   | • The Jaywalker (продюсер: Стивен Босустоу)                                                                                        |

### Специальные награды
| Награда                                                         | Лауреаты           | Лауреаты                                               |
| --------------------------------------------------------------- | ------------------ | ------------------------------------------------------ |
| Премия за выдающиеся заслуги в кинематографе (Почётный «Оскар») | Эдди Кантор        | ★ Эдди Кантор — за выдающиеся заслуги в киноиндустрии. |
| Награда имени Ирвинга Тальберга                                 | ★ Бадди Адлер      | ★ Бадди Адлер                                          |
| Награда имени Джина Хершолта                                    | ★ Янг Фрэнк Фриман | ★ Янг Фрэнк Фриман                                     |

## Научно-технические награды
| Категории | Лауреаты |
| --------- | --- |
| Class I   | Не присуждалась |
| Class II  | Не присуждалась |
| Class III | • Ричард Х. Рейнджер (Rangertone, Inc.) — за разработку системы синхронной записи и воспроизведения на четвертьдюймовую магнитную ленту.                                                         |
| Class III | • Тед Хирш, Карл Хог, Эдвард Рейчард (Consolidated Film Industries) — за автоматический счетчик сцен для лабораторных проекционных помещений.                                                    |
| Class III | • (Технические отделы Paramount Pictures Corp.) — за проектирование и разработку легкой камеры VistaVision с горизонтальным движением Paramount.                                                 |
| Class III | • Рой Си Стюарт, Си. Ар. Дэйли (Sons of Stewart-Trans Lux Corp., отдел прозрачности Paramount Pictures Corp.) — за проектирование и разработку экранов обратной проекции HiTrans и Para-HiTrans. |
| Class III | • (Строительный отдел студии Metro-Goldwyn-Mayer) — за новый портативный генератор тумана. |
| Class III | • Дэниэл Дж. Блумберг, Джон Понд, Уильям Уэйд (Инженерный и Операторский отделы студии «Республика») — за адаптацию Naturama к видеокамере Митчелла.                                             |